# Holter Burg
Die Holter Burg ist die älteste Burganlage in der Gemeinde Bissendorf bei Osnabrück in Niedersachsen. Es handelt sich um eine Ruine einer Höhenburg. Sie war neben der Iburg und der Wittekindsburg bei Rulle die dritte Höhenburg im Osnabrücker Land.

## Geschichte

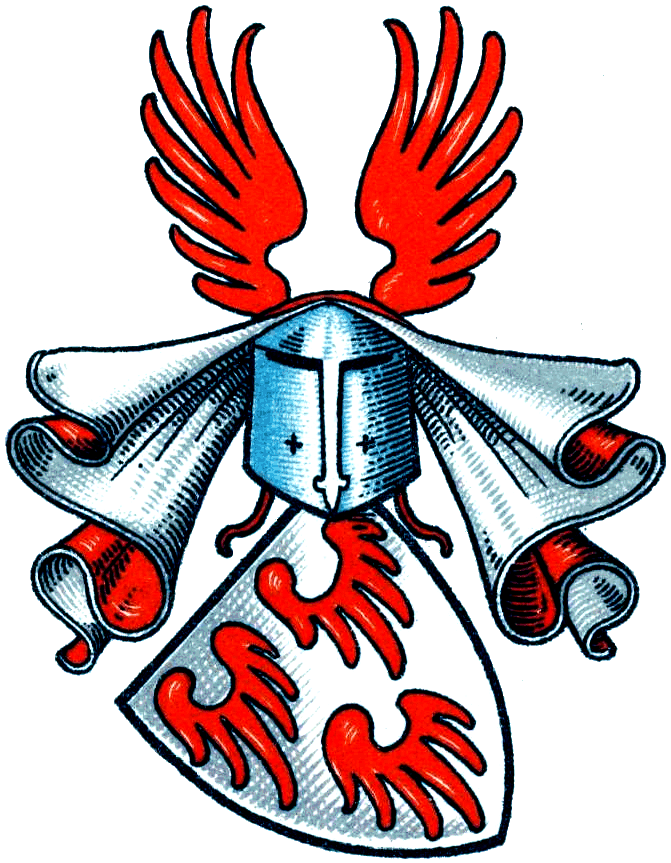
Wappen der Edelherren von Holte

Die Holter Burg war der Stammsitz der erstmals 1134 in den Quellen erscheinenden Edelherren von Holte. Ob ihnen auch die Alte Burg Holte gehörte (was wahrscheinlich ist), ob sie zunächst auf dieser lebten oder nach dem Neubau der Holter Burg beide Burgen gleichzeitig bewohnten, ist ungeklärt. Aufgrund einer Fehde mit den Bischöfen von Münster, die Mitte des 12. 12. Jahrhunderts zur ersten Zerstörung geführt haben könnte, zogen sich die Herren von Holte zeitweise an den Niederrhein zurück, wo sie zu den Gefolgsleuten der Grafen von Berg zählten.
Bedeutendster Vertreter des Geschlechts waren Wigbold von Holte († 1304) als Erzbischof von Köln und Erzkanzler des Reichs, die Essener Fürstäbtissin Beatrix von Holte († 1327), die Münsteraner Bischöfe Burchard von Holte († 1118), Ludolf von Holte († 1247), Wilhelm I. von Holte († 1260) sowie die Äbtissinnen des Stifts Nottuln Jutta von Holte († 1251) und Jutta von Holte († 1327). Auch die Domherren Wilhelm von Holte († 1241), Hermann von Holte († um 1285), Ludwig von Holte († um 1294) und Wedekind von Holte († 1313) gehören in diese Reihe. Die hohen Stellungen zeigen, dass die Familie im 12. Jahrhundert zum höheren Adel des Reiches gezählt wurde. Die Kanonikate des Kölner Domkapitels waren spätestens seit dem Jahr 1000 solchen Familien vorbehalten, ebenso die Zulassung zum Essener Frauenstift.
Es wurde eine Brandschicht aus der Zeit um 1165 gefunden, man geht aber davon aus, dass die Burganlage wieder erneuert und benutzt wurde. Als Neue Holter Burg wurde Schloss Ledenburg im Bissendorfer Ortsteil Nemden errichtet. Zerstört wurde die Burg wahrscheinlich Ende des 13. Jahrhunderts.
Nach einer um 1500 verfassten Chronik des Osnabrücker Bürgermeisters Erdwin Ertman ist die Holter Burg 1144 nach siebenjähriger Belagerung durch den Osnabrücker Bischof Philipp von Katzenelnbogen und der Grafschaft Ravensberg zerstört worden. Dies widerspricht aber den sonstigen historischen Quellen und den Ergebnissen der archäologischen Ausgrabungen. Diese sprechen für eine Zerstörung um 1200 im Rahmen der Auseinandersetzungen des Osnabrücker Bischofs mit den Grafen von Tecklenburg, die den Edelherren von Holte Vogteirechte übertragen hatten. Die mächtigen Herren von Holte, denen kein festes Territorium zugewiesen werden kann, verloren ihre Vormachtstellung im Osnabrücker Raum erst 1261. Möglicherweise ging dies mit der endgültigen Zerstörung der Holter Burg überein. Durch Erbfall fiel die Burg über Gertrud von Holte an ihren Ehemann Hermann II. von Lohn, der sie 1315 dem Grafen von Ravensberg verkaufte. 1335 erwarb Dietrich von Vincke das Gelände unter der Bedingung des Verzichts auf jegliche Baumaßnahmen. 1664 wurden die Herren von Hammerstein neue Eigentümer und 1888 die Familie von Leden. Im 17. Jahrhundert wurde hier unter anderem Baumaterial für das Schloss Gesmold abgebaut. Bei Ausgrabungen konnte man zurückgelassenen Schmuck, Haushaltsgeräte und Münzen finden, die den höheren gesellschaftlichen Stand der Bewohner verdeutlichen.

## Baugeschichte
Eine erste Wallburg, von der nur der Abschnittswall im Osten bekannt ist, stammt von ihrer Gestalt her aus dem 10./11. Jh. Die frühesten dort getätigten Funde an Keramik sind in die Zeit um 1000 zu datieren. Die Turmburg selbst wurde kurz vor oder um 1100 errichtet. Palas und Kapelle kamen im 12. Jahrhundert hinzu. In der Mitte des 12. Jahrhunderts ist die Kapelle einem Brand zu Opfer gefallen, wurde aber wieder aufgebaut. Im frühen 13. Jahrhundert ist die einfache Toranlage im Westen zu einem Kammertor umgestaltet worden. Aus der Mitte des 13. Jahrhunderts stammt ein umfangreicher Brandhorizont, dem auf den Schuttschichten aufliegen. Da 1261 schon von der „ehemaligen Burg“ die Rede ist, muss die Anlage schon vorher aufgegeben worden sein.

## Baubeschreibung
Die erste Burganlage an dieser Stelle war eine Wall-Graben-Anlage von ca. 1,25 ha Fläche, deren Wall noch 2 m hoch und 12 m breit und deren vorgelagerter Graben noch 2 m tief und 10 m breit erhalten sind. Wahrscheinlich bestand der Wall aus einer Trockenmauer mit Erdhinterschüttung. Eine zum Nordhang bestehende Lücke wurde bei der Anlage der hochmittelalterlichen Burg durch einen weiter innen verlaufenden Abschnittsgraben von 17 m Breite und 9 m Tiefe geschlossen, der mit dem älteren Vorburgwall eine Toranlage mit sich etwa 30 m überlappenden Enden bildete. Diese Torgasse war durch einen innenliegenden Wall zusätzlich geschützt.
Der Kern der hochmittelalterlichen Anlage ist eine Turmburg, deren ovales, ca. 50 × 60 m großes Plateau durch einen bis zu 20 m breiten und 10 m tiefen Sohlgraben vom Bergsporn abgetrennt ist. Die Burg war zusätzlich von einer 1,40–2,10 m starken Ringmauer umgeben. Im Osten betrug der Höhenunterschied zwischen der Mauerkrone und der Sohle des Grabens rund 16 Meter. Herausragender Bestandteil der Burg ist der zentrale, sehr aufwändig gearbeitete Rundturm von 15,5 m Durchmesser bei einer Mauerstärke von 5,5 m. Im 12. Jh. sind an die Ringmauer ein noch bis zu 4,50 m hoch erhaltener Palas und eine Kapelle angebaut worden. Die wegen der abfallenden Geländeoberfläche teilunterkellerte Kapelle besteht aus einem 10 m langen Saalbau mit eingezogener Apsis. Direkt nördlich der Kapelle befindet sich das Tor.
Heute sind noch Mauerreste zu sehen sowie der Grundriss eines Rundturms. Auch die tiefen Burggräben sind auszumachen, die wahrscheinlich aus der Zeit um 1200 n. Chr. stammen. Innerhalb des doppelten Grabensystems hatte die Anlage eine Fläche von etwa 5.000 Quadratmetern. 1997 und 2006 kam es zu archäologischen Ausgrabungen und Sicherungen, um die Burgruine zu erhalten und sie touristisch attraktiv zu machen.

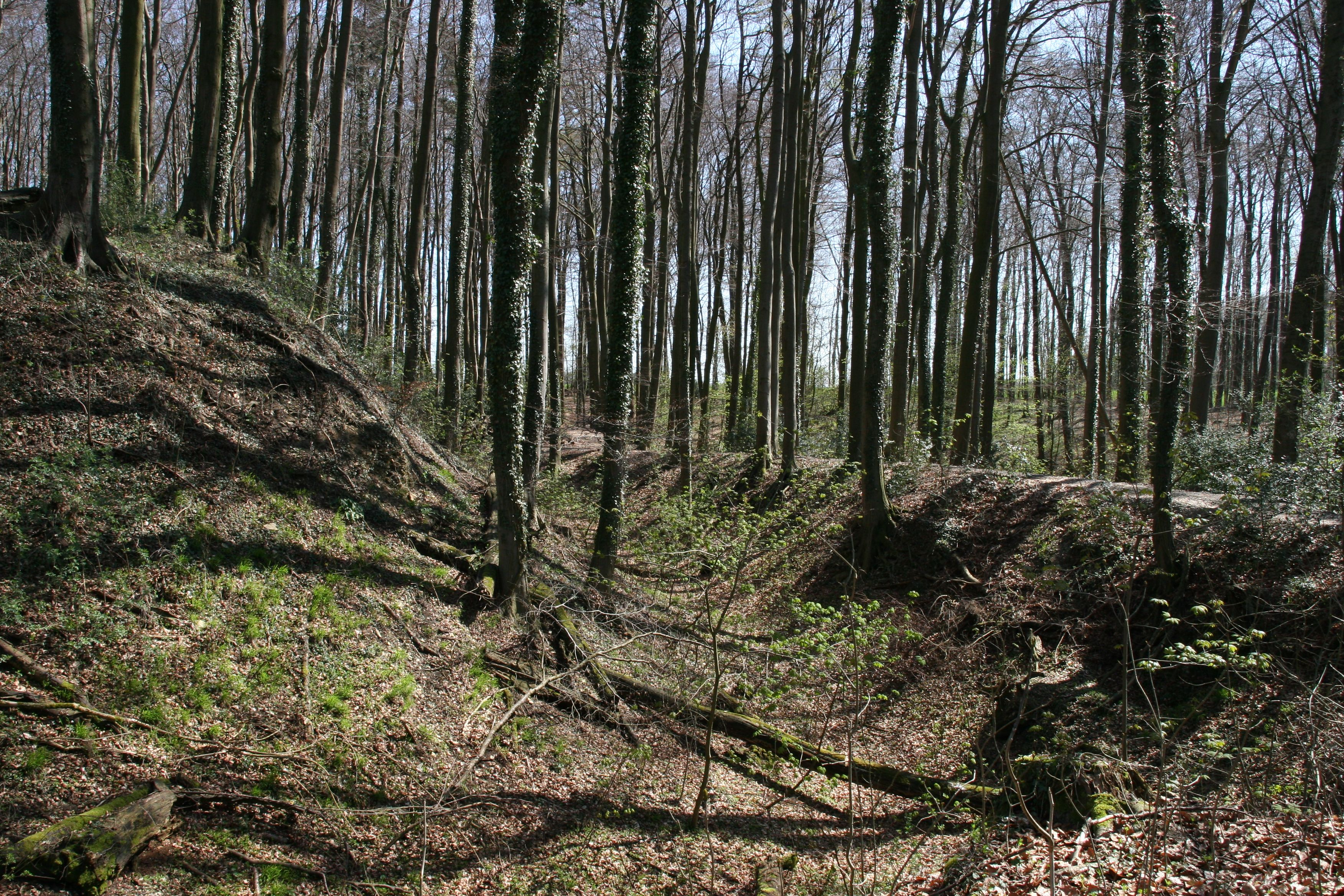
Wall und Grabensystem
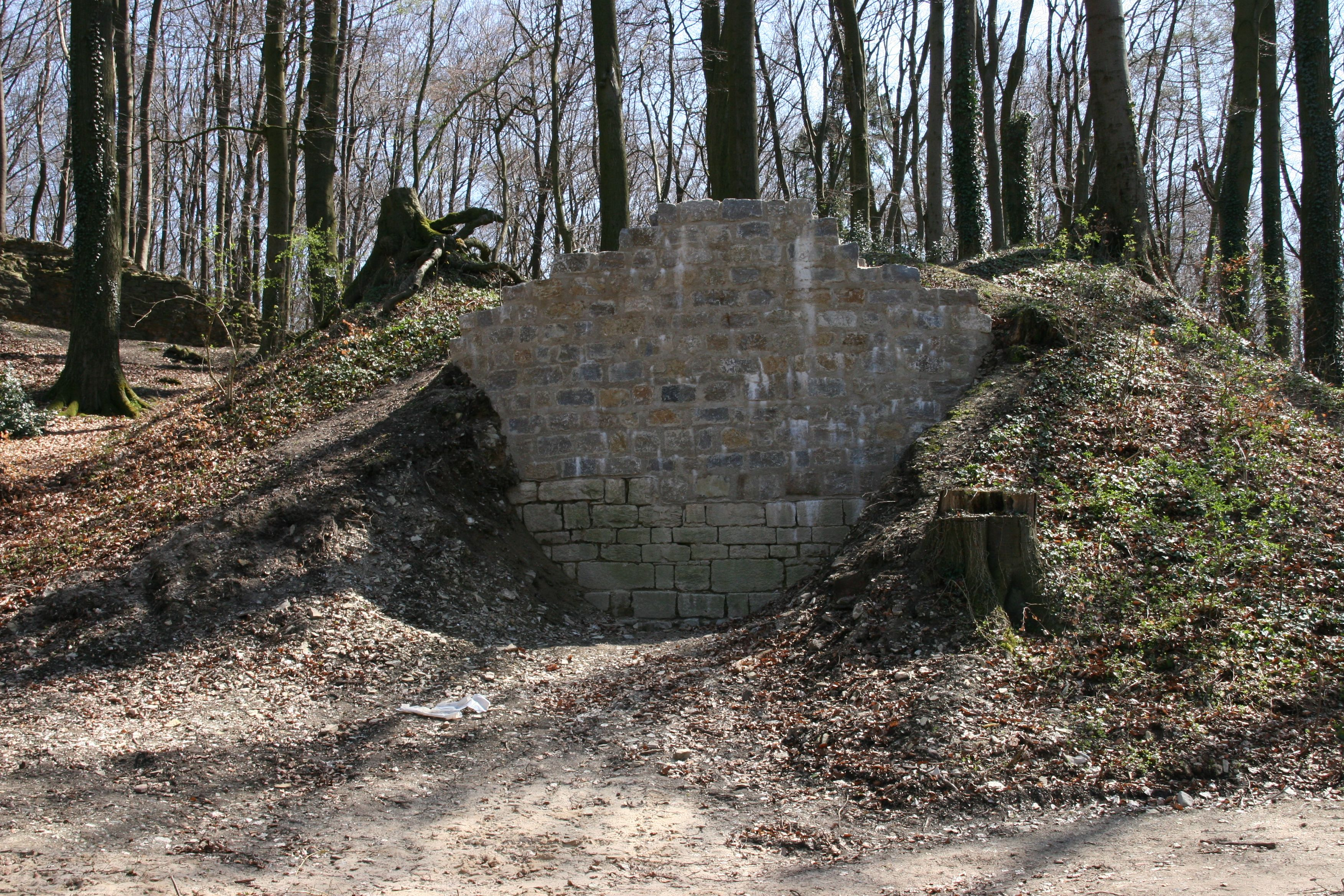
Mauerreste Bergfried und Aufmauerungen
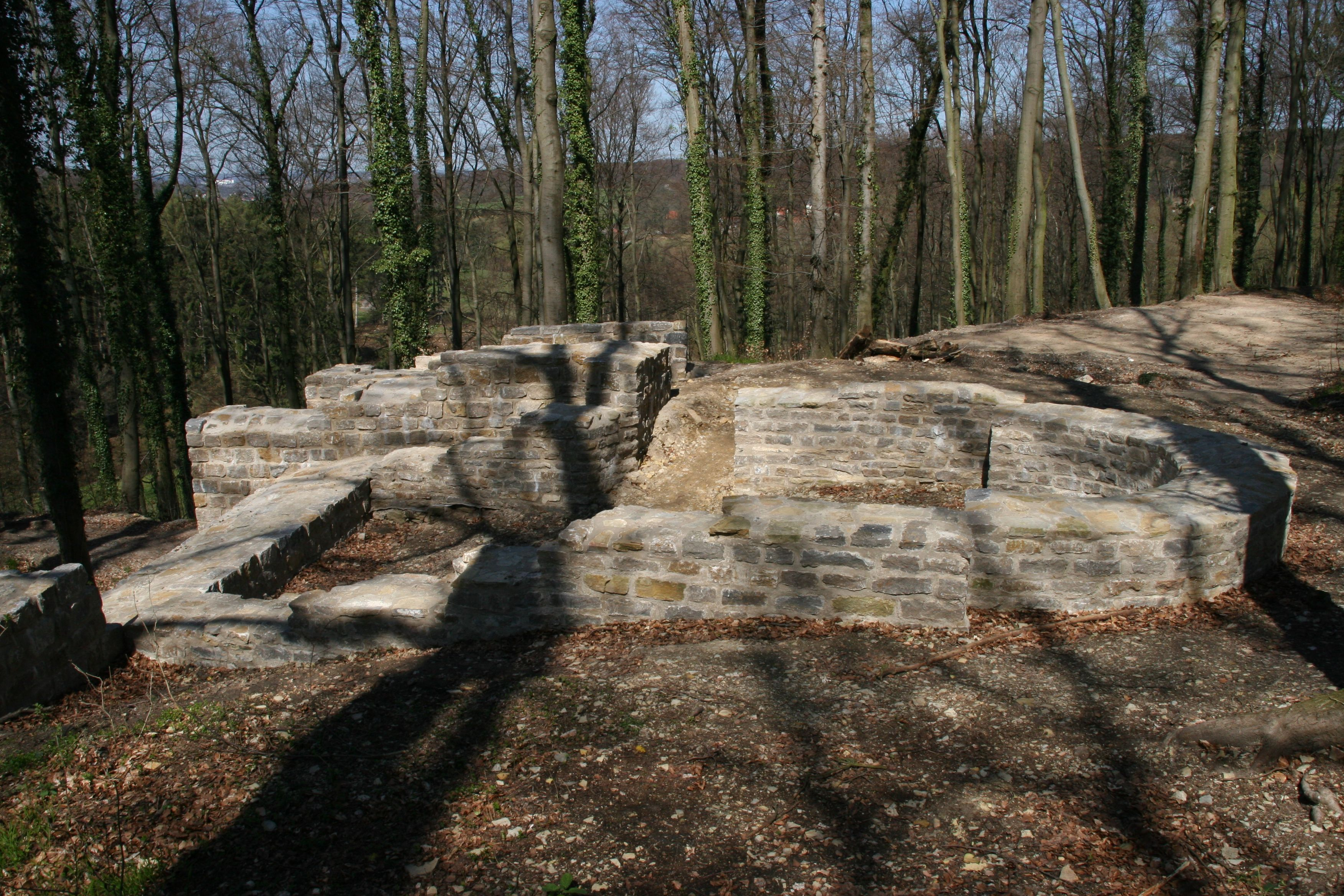
Rekonstruierter Grundriss Kapelle und Kammertor
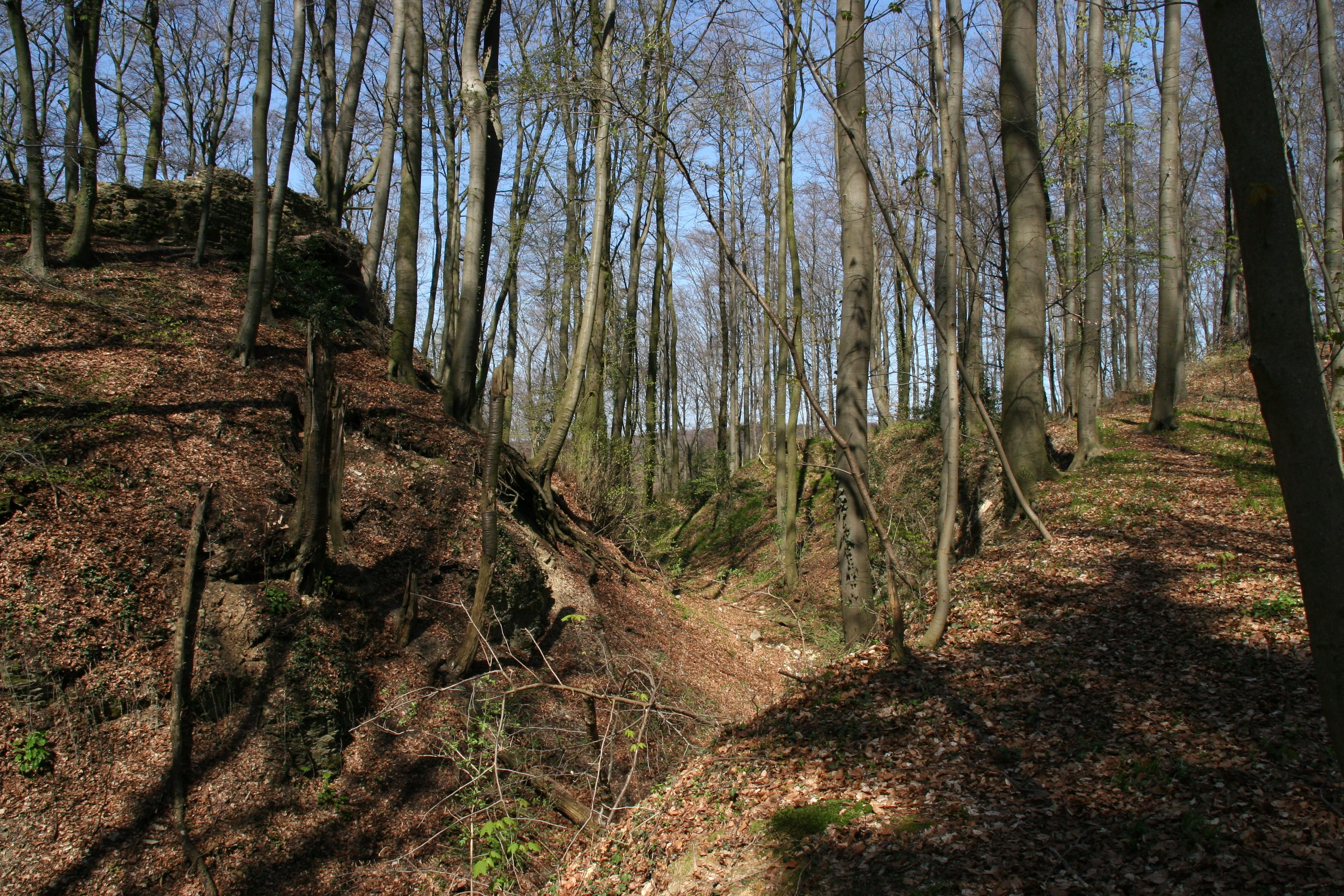
Alte Mauerreste und Graben-Wallsystem